# 野雀鯛
野雀鯛（學名：Pomacentrus trichrourus），是輻鰭魚綱鱸形目雀鯛科雀鯛屬的其中一種，分布於西印度洋紅海與東非海岸南至南非納塔爾海域，深度1至43公尺，體長可達11公分，棲息在近海珊瑚礁區，以浮游生物為食，繁殖期時成對出現，雄魚會守護卵直到孵化，生活習性不明。